# غذای سگ

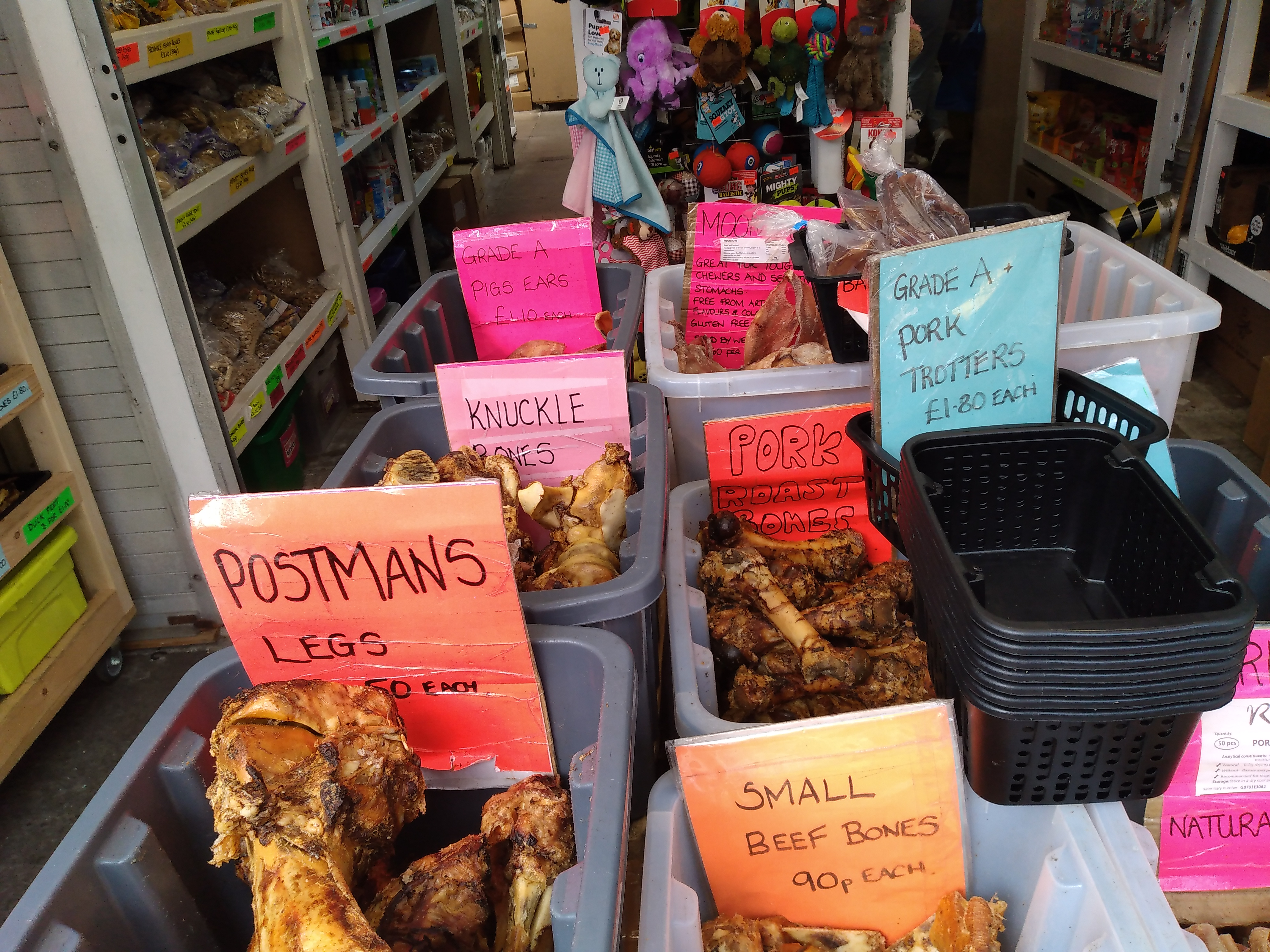
فروشگاه مخصوص غذای سگ

غذای سگ، غذایی است که به‌طور ویژه برای تغذیه سگها و سایر سگ‌سانان فرموله شده است. سگها همه‌چیزخوارانی با اُریب شدید به سمت گوشتخواری قلمداد می‌شوند. آنها دارای دندانهای تیز، و نوک‌دار و دستگاه گوارشی کوتاهتر از گوشتخواران (گوشتخواران مطلق) هستند، که بیشتر مناسب مصرف گوشت است تا گیاه. با این‌حال، دارای ۱۰ ژن هستند که مسئول هضم نشاسته و گلوکز و همچنین توانایی تولید آمیلاز (آنزیمی که موجب تجزیه کربوهیدرات‌ها به قندهای ساده می‌شود) است؛ اینها همگی ویژگی‌هایی است که گوشتخواران فاقد آن هستند. سگها به‌گونه‌ای تکامل یافته‌اند که توانایی زندگی در کنار انسانها در جوامع کشاورزی را بیابند، از جمله، توانسته‌اند با تغذیه از ته‌مانده غذای انسانها، بقای خود را رقم بزنند.

سگ‌ها طی هزاران سال، توانسته‌اند طوری سازگاری یابند که با خوردن ضایعات و ته‌مانده‌های خوراک‌های گوشتی و غیر گوشتیِ انسانها زنده بمانند و از طیف متنوعی از غذاها بهره‌مند شوند؛ برخی پژوهشگران، وجه تمایز اصلی سگ و گرگ را همین تواناییِ سگ‌ها در هضم آسان کربوهیدرات‌ها می‌دانند.
پیش‌بینی می‌شود که تنها در ایالات متحده، ارزش بازار غذای سگ تا سال ۲۰۲۲ به ۲۳٫۳ میلیارد دلار برسد.

## تاریخ
سگها پیش از اهلی شدن، همچون سایر خویشاوندانشان در خانواده سگ‌سانان، تابع رژیم غذایی گوشت‌خواران مطلق بودند. مردم پس از آنکه سگها را به‌عنوان نگهبان، نیروی کار و همدم، برای زندگی در کنار خود سازگار کردند، دست‌کم تا حدودی به نیازهای تغذیه‌ای آنها اهمیت دادند. سابقه تاریخی این تغییر رویکرد حداقل به دو هزار سال قبل بر می‌گردد.